# Randy Johnson
Randall David Johnson (født 10. september 1963 i Walnut Creek, Californien, USA), med kælenavnet "The Big Unit", er professionel baseballspiller. Han er en venstrehåndet pitcher og spiller i øjeblikket for San Francisco Giants. Han har tidligere i sin karriere spillet for Montreal Expos, Seattle Mariners, Houston Astros, Arizona Diamondbacks samt New York Yankees.
Randy Johnson er siden sin debut den 15. september 1988 for Expos gået fra blot at blive bemærket pga. sin højde (Johnson er 208 cm høj, den højeste spiller i historien på det tidspunkt) til at blive betragtet som en af de mest frygtindgydende venstrehåndede pitchere nogensinde. 
Johnson er en af 4 pitchere med flere end 4000 strikeouts i karrieren (de andre er Nolan Ryan, Roger Clemens og Steve Carlton), og selvom han i øjeblikket har mere end 1000 færre strikeouts end Ryan, så har Johnson faktisk flere strikeouts pr. 9 innings pitched end nogen anden i historien.
Randy Johnson har vundet 5 Cy Young-priser, én med Mariners i 1995 og 4 med Diamondbacks (1999-2002). Det overgås kun af Roger Clemens, som har vundet 7 gange. Johnsons 4 priser i træk er rekord, en som han dog må dele med Greg Maddux.
Derudover har Johnson pitchet 2 no-hitters, den 2. juni 1990 mod Detroit Tigers (6 walks, 8 strikeouts) samt den 18. maj 2004 mod Atlanta Braves (13 strikeouts, perfect game).
Den 8. maj 2001 fik Johnson 20 strikeouts i 9 innings mod Cincinnati Reds, som var en tangering af rekorden, men da kampen blev afgjort i ekstra innings, efter Johnson var blevet taget ud, blev Johnsons præstation ikke anerkendt som rekord. MLB har dog siden ændret mening, og Johnson deler nu officielt rekorden med Roger Clemens og Kerry Wood.
Randy Johnson er gift og har 4 børn med sin hustru samt en datter fra et tidligere forhold.